# Virpi Kuitunen
Virpi Katriina Sarasvuo (nata Virpi Kuitunen; Kangasniemi, 20 maggio 1976) è un'ex fondista finlandese.

## Biografia
Ha debuttato in campo internazionale il 1º marzo 1995 in occasione dei Mondiali juniores di Gällivare, senza ottenere risultati di rilievo.
In Coppa del Mondo ha esordito il 18 gennaio 1997 nella 15 km a tecnica classica di Lahti (51ª) e ha ottenuto la prima vittoria, nonché primo podio, il 26 novembre 2000 nella staffetta di Beitostølen. In gare individuali ha ottenuto il primo podio il 17 dicembre 2000 nella sprint a tecnica libera di Brusson e la prima vittoria il 7 marzo 2004 nella 10 km a tecnica classica di Lahti. Nella stagione 2006-2007 si è aggiudicata la Coppa generale ed entrambe le Coppe di specialità (distanza e sprint); nella stagione successiva ha bissato sia il successo generale, sia quello di distanza.
In carriera ha partecipato a due edizioni dei Giochi olimpici invernali (Torino 2006 e Vancouver 2010), vincendo due bronzi, e a sei dei Campionati mondiali, vincendo sei ori, un argento e un bronzo.
Nel 2001 fu coinvolta nello scandalo doping che travolse la nazionale finlandese ai Campionati mondiali di sci nordico 2001: poiché risultò positiva all'amido idrossietilico fu privata della medaglia d'argento nella staffetta che in un primo momento gli era stata assegnata (ma non dell'oro nell'inseguimento). Scontata la squalifica, nel 2003 tornò alle gare.

## Palmarès

### Olimpiadi
- 2 medaglie:
  - 2 bronzi (sprint a squadre a Torino 2006; staffetta a Vancouver 2010)

### Mondiali
- 8 medaglie:
  - 6 ori (inseguimento a Lahti 2001; 30 km, sprint a squadre, staffetta a Sapporo 2007; sprint a squadre, staffetta a Liberec 2009)
  - 1 argento (30 km a Oberstdorf 2005)
  - 1 bronzo (sprint a Sapporo 2007)

### Coppa del Mondo
- Vincitrice della Coppa del Mondo nel 2007 e nel 2008
- Vincitrice della Coppa del Mondo di distanza nel 2007 e nel 2008
- Vincitrice della Coppa del Mondo di sprint nel 2007
- 60 podi (45 individuali, 15 a squadre[2]):
  - 25 vittorie (21 individuali, 4 a squadre)
  - 19 secondi posti (14 individuali, 5 a squadre)
  - 16 terzi posti (9 individuali, 7 a squadre)

#### Coppa del Mondo - vittorie
| Data                            | Luogo                                             | Paese                     | Disciplina                                                             |
| ------------------------------- | ------------------------------------------------- | ------------------------- | ---------------------------------------------------------------------- |
| 26 novembre 2000                | Beitostølen                                       | Norvegia                  | 4x5 km (con Pirjo Muranen, Milla Jauho e Kaisa Varis)                  |
| 7 marzo 2004                    | Lahti                                             | Finlandia                 | 10 km TC                                                               |
| 13 febbraio 2005                | Reit im Winkl                                     | Germania                  | Sprint TC                                                              |
| 9 marzo 2005                    | Drammen                                           | Norvegia                  | Sprint TC                                                              |
| 20 marzo 2005                   | Falun                                             | Svezia                    | 4x5 km (con Aino-Kaisa Saarinen, Kirsi Välimaa e Riitta-Liisa Roponen) |
| 14 gennaio 2006                 | Val di Fiemme                                     | Italia                    | 4x5 km (con Aino-Kaisa Saarinen, Riitta-Liisa Roponen e Kaisa Varis)   |
| 5 febbraio 2006                 | Davos                                             | Svizzera                  | 10 km TC                                                               |
| 26 novembre 2006                | Kuusamo                                           | Finlandia                 | 10 km TC                                                               |
| 13 dicembre 2006                | Cogne                                             | Italia                    | 10 km TC                                                               |
| 16 dicembre 2006                | La Clusaz                                         | Francia                   | 15 km TL MS                                                            |
| 31 dicembre 2006 7 gennaio 2007 | Monaco di Baviera Oberstdorf Asiago Val di Fiemme | Germania Italia           | Tour de Ski                                                            |
| 28 gennaio 2007                 | Otepää                                            | Estonia                   | Sprint TC                                                              |
| 3 febbraio 2007                 | Davos                                             | Svizzera                  | 10 km TL                                                               |
| 10 marzo 2007                   | Lahti                                             | Finlandia                 | Sprint TL                                                              |
| 14 marzo 2007                   | Drammen                                           | Norvegia                  | Sprint TC                                                              |
| 8 dicembre 2007                 | Davos                                             | Svizzera                  | 10 km TC                                                               |
| 9 febbraio 2008                 | Otepää                                            | Estonia                   | 10 km TC                                                               |
| 27 febbraio 2008                | Stoccolma                                         | Svezia                    | Sprint TC                                                              |
| 2 marzo 2008                    | Lahti                                             | Finlandia                 | 10 km TC                                                               |
| 5 marzo 2008                    | Drammen                                           | Norvegia                  | Sprint TC                                                              |
| 15 marzo 2008                   | Bormio                                            | Italia                    | 10 km TC MS                                                            |
| 16 marzo 2008                   | Bormio                                            | Italia                    | 10 km TL PU                                                            |
| 7 dicembre 2008                 | La Clusaz                                         | Francia                   | 4x5 km (con Pirjo Muranen, Riitta-Liisa Roponen e Aino-Kaisa Saarinen) |
| 13 dicembre 2008                | Davos                                             | Svizzera                  | 10 km TC                                                               |
| 27 dicembre 2008 4 gennaio 2009 | Oberhof Praga Nové Město na Moravě Val di Fiemme  | Germania Rep. Ceca Italia | Tour de Ski                                                            |

Legenda:

MS = partenza in linea

PU = inseguimento

TC = tecnica classica

TL = tecnica libera

#### Coppa del Mondo - competizioni intermedie
- Vincitrice del Tour de Ski nel 2007 e nel 2009
- 9 podi di tappa:
  - 7 vittorie
  - 1 secondo posto
  - 1 terzo posto

##### Coppa del Mondo - vittorie di tappa
| Data             | Località             | Nazione   | Competizione | Disciplina  |
| ---------------- | -------------------- | --------- | ------------ | ----------- |
| 5 gennaio 2007   | Asiago               | Italia    | Tour de Ski  | Sprint TL   |
| 6 gennaio 2007   | Val di Fiemme        | Italia    | Tour de Ski  | 15 km TC MS |
| 28 dicembre 2007 | Nové Město na Moravě | Rep. Ceca | Tour de Ski  | 3 km TC     |
| 5 gennaio 2008   | Val di Fiemme        | Italia    | Tour de Ski  | 10 km TC MS |
| 28 dicembre 2008 | Oberhof              | Germania  | Tour de Ski  | 10 km TC HS |
| 31 dicembre 2008 | Nové Město na Moravě | Rep. Ceca | Tour de Ski  | 10 km TC    |
| 3 gennaio 2009   | Val di Fiemme        | Italia    | Tour de Ski  | 10 km TC MS |

Legenda:

HS = partenza a handicap

MS = partenza in linea

TC = tecnica classica

TL = tecnica libera

## Riconoscimenti
Nel 2007 è stata insignita del titolo di "atleta finlandese dell'anno".